# Julius Deutsch
Julius Deutsch (Lackenbach, 2 de febrero de 1884-Viena, 17 de enero de 1968) fue un escritor y político austríaco, militante del Partido Socialdemócrata de Austria (SDAP) y, desde 1920 hasta 1933, diputado en el Consejo Nacional austriaco. Fundó, como contrapeso de los grupos paramilitares conservadores, la Liga de Defensa Republicana.

## Biografía
Julius Deutsch se convirtió en tipógrafo entrenado mientras se graduaba en la Universidad de Viena en Derecho (Doctor en derecho en 1908). A continuación, trabajó en la Secretaría General del SDAP, alojada entonces en el recién construido edificio Hacia Adelante en Viena a principios del siglo XX. En 1914 se convirtió en editor del Periódico de los trabajadores, que también tenía allí su sede.  Entre 1914 y 1917 luchó en la Primera Guerra Mundial, y más tarde actuó como representante sindical en la Imperial y Real Ministerio de la Guerra (K.u.k. Kriegsminister). Dentro de la Socialdemocracia, Deutsch fue de los pocos políticos que, desde el principio se posicionó en contra de la Guerra desde el principio. A principios de 1915, se unió al batallón de artillería N.º 4 y, en agosto de 1916, por el Teniente de la Reserva de transporte. Fue galardonado con la medalla de Plata al valor, la Cruz Karl y la medalla de bronce al mérito militar "Signum Laudis" junto con la Cruz del mérito militar. En noviembre de 1918 nombrado Teniente de la Reserva. Actuó como representante de los soldados en el Frente italiano, y construyó en el marco de su actividad como representante Sindical en el Ministerio de la Guerra, una estructura de confianza en la Guarnición de Viena. Estas Estructuras fueron de gran utilidad en sus posteriores Actividades.
En la Primera República , Julius Deutsch organizó como Subsecretario de estado en el Consejo militar (primer gobierno de Renner I, de noviembre de 1918 a marzo de 1919), y también como Secretario de estado para el Ejército (Gobiernos Renner II, Corcel III y Mayr I, de marzo de 1919 hasta octubre de 1920). Él fue uno de los líderes de la Socialdemocracia y, desde 1919 hasta 1933 (oficialmente hasta 1934) en el Parlamento. También participó en el [[Arbeitersport]], fue Presidente de la internacional Arbeitersports (Confédération Sportive Internationale du Travail) y se llevó la Arbeiterolympiaden en 1931 para Austria.
En 1923, fue patrocinador Fundador y Presidente del Schutzbund Republicano, como contrapeso de los christlichsozialen Heimwehren, surgido en gran parte de la antigua Volkswehr. La Schutzband nunca llegó a entrar en combate contra los enemigos de la democracia. Theodor Körner había advertido a los líderes del Partido en 1934 de la fuerte inferioridad técnica del Schutzverbund en comparación con el ejército de la ya iniciada dictadura de Dollfuß.
En el Februaraufstand (Regierungsversion) o la Guerra Civil (versión socialdemócrata) la Socialdemocracia se encontró sin una planificación estratégica central o liderazgo. Después de la Prohibición del partido de los Trabajadores Socialistas (SDAP) el 12 de febrero de 1934 y la Derrota de los combatientes socialdemócratas, Deutsch huyó a Brno en Checoslovaquia, lo que le valió la acusación de haber dejado a los trabajadores en la Estacada. De 1936 a 1939, luchó como general de las finalmente derrotadas tropas republicanas en la guerra civil española.
En 1939, llegó a París y participó en la misión diplomática u oficina consular de Austria Socialistas (AVOES). En el Marco de la Conquista de Francia por los alemanes de la Wehrmacht en la primavera de 1940, tuvo que volver a emigrar porque su condición de judío. Llegó a los Estados Unidos, donde pasó el resto de la guerra. En 1946, como uno de los pocos judíos desplazados a Austria, donde permaneció hasta 1951, puso en marcha la Editorial Socialista, aunque ya no desempeñó ninguna actividad en el SPÖ.
En 1951 dimitió Deutsch de sus funciones comerciales y se casó ese mismo año con la escritora Adrienne Thomas, a la que conoció en el exilio en Estados Unidos. Ella se fue por él a Viena en 1947, a pesar de que ésta no era su primera opción como ciudad. Más tarde afirmaría irónicamente que hubiera preferido incluso ir con los hotentotes antes que a Viena.

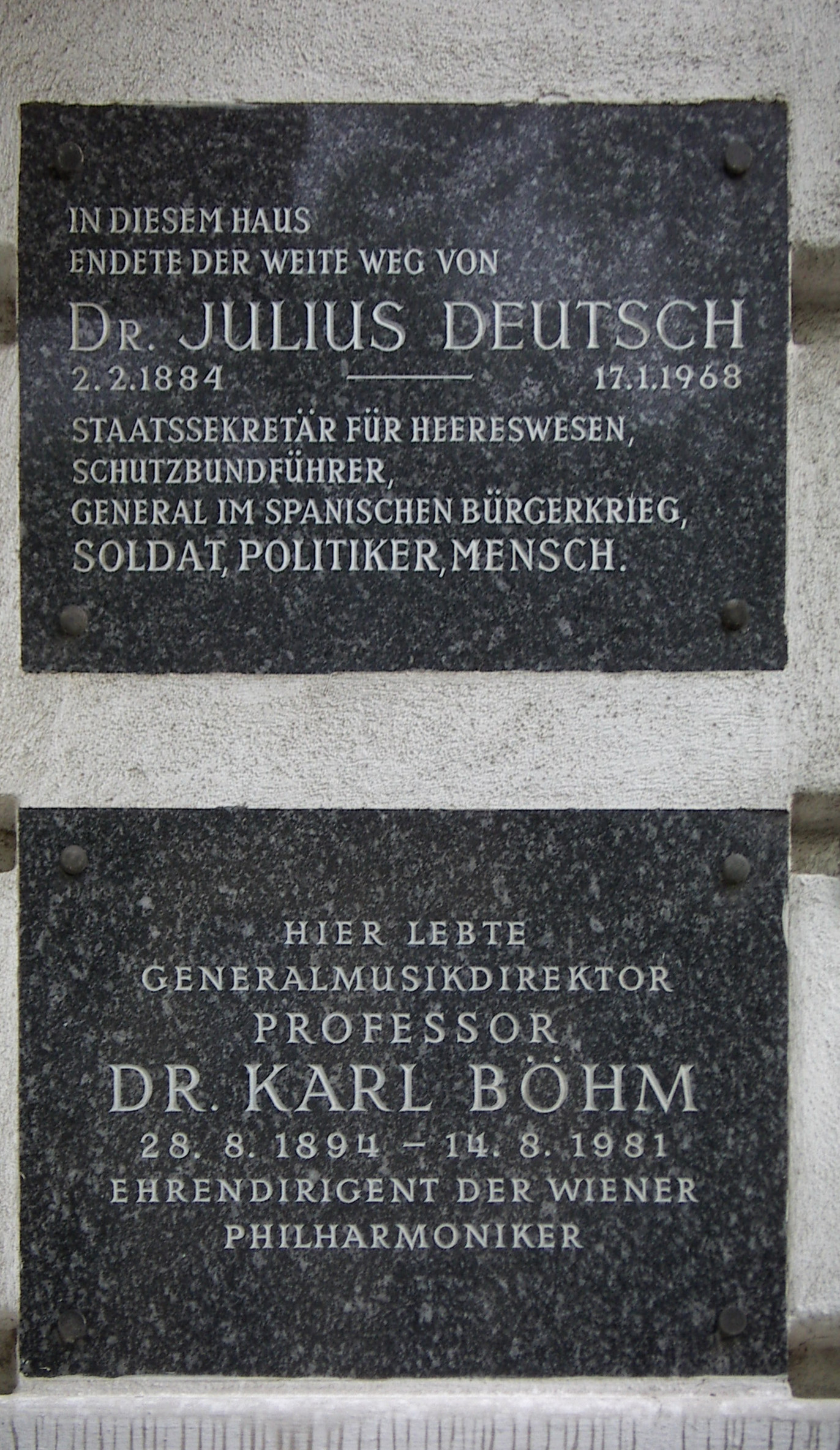
Placa conmemorativa en Viena, 19., Grinzing, Himmelstraße 41

La tumba honoraria dedicada a Julius Deutsch se encuentra en el cementerio de Grinzing. (Grupo 1, Número 9) en Viena. En la misma Tumba se encuentra también enterrada Adrienne Thomas-Deutsch.
En honor a Julius Deutsch, después de su muerte se dio al conjunto residencial de la Avenida de Grinzing, número 54 del distrito 19 en que vivió hasta su fallecimiento el nombre de Julius-Deutsch-Hof.